# De Saloon
De Saloon je čileanski glazbeni sastav osnovan u Concepciónu, 1997. godine.

## Povijest
Jean Pierre Duhart i Ricardo Barrenechea su bili prijatelji još od predškolskih vremena. U svojim posljednjim godinama škole su upoznali i Joséa Miguela Amiga, koji ih je upoznao s Robertom Arancibiom te su njih četvorica odlučila osnovati sastav. Tada su se odlučili preseliti u Santiago de Chile.  Sastav je izvorno bio kvartet, no José Miguel Amigo napušta grupu 1998. godine vraćajući se u Concepción, a kasnije migrira u Njemačku.
U Santiagu snimaju svoj prvi demo uradak "Esfumar" koji se počeo emitirati na lokalnim čileanskim radio postajama. Pjesmama "Esfumar" i "Brigida" postaju sve više poznatiji širem Čilea.
Nakon dugotrajnog traženja izdavačke kuće, sastav objavljuje 2003. godine svoj prvi album De Saloon u suradnji s izdavačkom kućom "GmbH". Njihov drugi album Morder izašao je 2004. godine; te godine propada izdavačka kuća "GmbH" te je album morao biti ponovno odrađen ovoga puta s izdavačkom kućom "Escarabajo". Godine 2006. izlazi njihov treći album Abrázame, koji je bio jedan od njihovih najuspješnijih albuma.
Nakon tri godine turneje, "De Salon" potpisuje ugovor s izdavačkom kućom "Feria Music", vraćaju se u studio kako bi snimili svoj četvrti album, Delicada Violencia. Krajem 2009. godine, sastav je izdao svoj prvi DVD "De Saloon en Vivo", snimku koncerta od 1. kolovoza 2009. godine. Sljedeći album Fortaleza izlazi 2010. godine te 2014. godine Mar de Nubes.

## Članovi

### Sadašnji
- Jean Pierre Duhart
- Roberto Arancibia
- Ricardo Barrenechea

### Bivši
- José Miguel Amigo

## Diskografija
- De Saloon (2003.)
- Morder (2004.)
- Abrázame (2006.)
- Delicada violencia (2008.)
- Fortaleza (2010.)
- Mar de Nubes (2014.)

## Vanjske poveznice
|  | Zajednički poslužitelj ima još gradiva o temi De Saloon |

- Službena stranica sastava De Saloon (šp.)